# Bertrand Faivre
Pour les articles homonymes, voir Faivre.
 (août 2024).
Si vous disposez d'ouvrages ou d'articles de référence ou si vous connaissez des sites web de qualité traitant du thème abordé ici, merci de compléter l'article en donnant les références utiles à sa vérifiabilité et en les liant à la section « Notes et références ».
 (juillet 2023).
Bertrand Faivre est un producteur français, fondateur de la société de production et de ventes internationales Le Bureau, basée à Paris et à Londres.

## Biographie
Après avoir occupé le poste de directeur des acquisitions chez UGC DA en France, Faivre rejoint en 1992 Les Productions Lazennec. De 1993 à 1999, il produit une vingtaine de courts-métrages français et, de 1996 à 2002, une douzaine de titres européens. Il débute dans la production de longs métrages avec Lazennec en 1996, produisant Méfie-toi de l'eau qui dort de Jacques Deschamps (Prix de la jeunesse à la Mostra de Venise 1996), puis Je ne vois pas ce qu'on me trouve de Christian Vincent.
Au fil des années, il sera amené à produire également des films tels qu'Isolation de Billy O'Brien (Grand Prix et Prix de la critique au Festival international du film fantastique de Gérardmer, 3 prix au Screamfest de Los Angeles, dont meilleur film et meilleur réalisateur), Julia d'Erick Zonca (en compétition à la Berlinale et nommé aux César), L'Affaire Farewell de Christian Carion en 2009, Trois Fois 20 Ans de Julie Gavras, The Comedian de Tom Shkolnik, Les Jardins du Roi d'Alan Rickman (dont c'est le dernier film), Ladygrey d'Alain Choquart, Sex Doll de Sylvie Verheyde ou encore Une vie ailleurs d'Olivier Peyon.
Entre la France et l'Angleterre, Bertrand Faivre a coproduit divers projets parmi lesquels Joyeux Noël de Christian Carion, Espions de Nicolas Saada, London River et Just Like a Woman de Rachid Bouchareb, Le Capital de Costa-Gavras ou Le Week-End de Roger Michell.
L'année 2017 marque sa première collaboration avec Jean Libon et Yves Hinant, respectivement cocréateur et réalisateur récurrent de plusieurs documentaires de la série Strip Tease, dont le documentaire Ni juge, ni soumise sort sur les écrans en 2018 et remporte en 2019 le César du meilleur film documentaire.
En parallèle, son associé au sein de The Bureau, Tristan Goligher, a produit plusieurs films d'Andrew Haigh et notamment 45 Ans (récompensé d'un double prix d'interprétation à la Berlinale 2015 et d'une nomination pour Charlotte Rampling à l'Oscar de la meilleure actrice) et La Route Sauvage ainsi que le premier film de Peter Mackie Burns, Daphné en 2017. Son autre associée, Gabrielle Dumon, a produit pour Le Bureau Tramontane de Vatche Boulgourian (Semaine de la Critique 2016) et Sollers Point de Matt Potterfield.
En 2019, Bertrand Faivre produit pour The Bureau Little Joe, le premier film britannique de la réalisatrice autrichienne Jessica Hausner. Son actrice principale, Emily Beecham, remporte, grâce à son rôle d'Alice le Prix d'interprétation féminine du Festival de Cannes.
Enfin, sous la direction de Vincent Gadelle, les sociétés Le Bureau et The Bureau se sont développées pour représenter aujourd'hui, via The Bureau Sales, l'un des premiers catalogues de droits télés en France (avec près de 1000 titres), ainsi qu'une société de ventes internationales dédiée aux films produits ou coproduits en interne couplée à un vaste catalogue de films d'auteurs.
Bertrand Faivre a obtenu le Prix Georges de Beauregard du Meilleur Producteur de courts-métrages en 1996 et a été fait chevalier des Arts et des Lettres en 1999.

## Filmographie

### Producteur

#### Filmographie au sein des Productions Lazennec
- 1996 : Méfie-toi de l'eau qui dort de Jacques Deschamps
- 1997 : Je ne vois pas ce qu'on me trouve de Christian Vincent
- 1998 : Le Voyage à Paris de Marc-Henri Dufresne
- 1999 : La Tentation de l'innocence de Fabienne Godet
- 1999 : Ratcatcher de Lynne Ramsay
- 2000 : La Fille de son père de Jacques Deschamps
- 2002 : Les Diables de Christophe Ruggia

#### Filmographie au sein de The Bureau
(* : coproducteur)
- 2002 : The Warrior d'Asif Kapadia
- 2005 : Joyeux Noël* de Christian Carion
- 2005 : Isolation de Billy O'Brien
- 2007 : Far North d'Asif Kapadia
- 2008 : Espions* de Nicolas Saada
- 2008 : Welcome* de Philippe Lioret
- 2008 : London River* de Rachid Bouchareb
- 2011 : Just Like A Woman* de Rachid Bouchareb
- 2011 : Trois Fois 20 Ans de Julie Gavras
- 2012 : The Comedian de Tom Shkolnik
- 2012 : Le Capital* de Costa-Gavras
- 2014 : Les Jardins du Roi (A Little Chaos) d'Alan Rickman
- 2016 : Sex Doll de Sylvie Verheyde
- 2019 : Little Joe de Jessica Hausner
- 2019 : Perfect 10 d'Eva Riley

#### Filmographie au sein de Le Bureau
- 2005 : Sauf le respect que je vous dois de Fabienne Godet
- 2008 : Julia de Érick Zonca
- 2008 : The Middle of everywhere (Let's not talk about sex) de Rebecca Lee et Jesper Malmberg
- 2008 : Ne me libérez pas, je m'en charge de Fabienne Godet
- 2009 : L'Affaire Farewell de Christian Carion
- 2010 : In Memory of the Days to Come de Jean-Christian Bourcart
- 2010 : Pieds nus sur les limaces de Fabienne Berthaud
- 2011 : Dans la tourmente de Christophe Ruggia
- 2013 : Une place sur la Terre de Fabienne Godet
- 2013 : Un week-end à Paris de Roger Michell
- 2015 : Ladygrey d'Alain Choquart
- 2015 : Sky de Fabienne Berthaud
- 2015 : Cavanna de Nina et Denis Robert
- 2017 : Une vie ailleurs d'Olivier Peyon
- 2017 : Ni juge, ni soumise d'Yves Hinant et Jean Libon
- 2018 : Nos vies formidables de Fabienne Godet
- 2020 : Un pays qui se tient sage de David Dufresne
- 2020 : Si demain de Fabienne Godet
- 2021 : La panthère des neiges de Marie Amiguet et Vincent Munier
- 2021 : Poulet Frites d'Yves Hinant et Jean Libon
- 2022 : La (Très) Grande Évasion de Yannick Kergoat et Denis Robert[1]
- 2022 : La Syndicaliste de Jean-Paul Salomé
- 2022 : Un été afghan de Giles Gardner et James Ivory
- 2024 : Une famille de Christine Angot
- 2024 : L'Art d'être heureux de Stefan Liberski
- 2025 : Le Répondeur de Fabienne Godet